# Flota Beiyang

Flaga Floty Beiyang

Flota Beiyang (chiń. upr. 北洋舰队; chiń. trad. 北洋艦隊; pinyin Běiyáng Jiànduì; dosł. „Flota Północnego Oceanu”) – jedna z czterech flot za czasów późnej dynastii Qing. W latach 90. XIX wieku, dzięki protekcji Li Hongzhanga największa i najlepiej wyposażona ze wszystkich, jednak ze względu na braki w zaopatrzeniu i wyszkoleniu, spowodowane wielką korupcją na dworze, poniosła sromotną klęskę i praktycznie przestała istnieć w wyniku I wojny chińsko-japońskiej. Odbudowana, odegrała niewielką rolę polityczną w czasach wczesnej republiki i została powtórnie zniszczona w wyniku II wojny chińsko-japońskiej.

## Powstanie

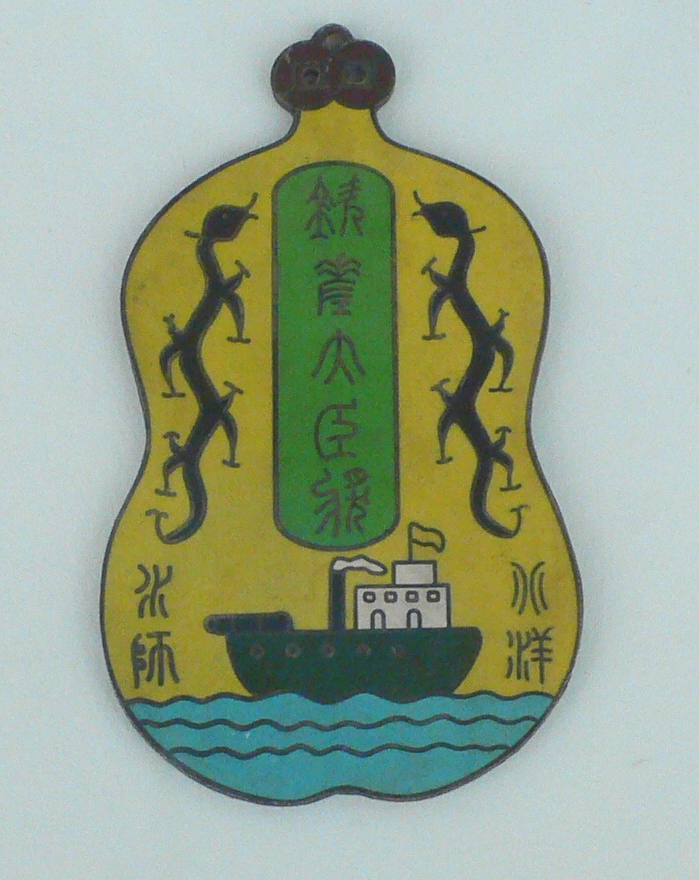
Plakietka upamiętniająca powołanie Floty Beiyang

Początki floty Beiyang sięgają wczesnych lat 70. XIX wieku, kiedy to władze chińskie zorientowały się, że bez nowoczesnej floty pozostają bezradne w konflikcie nie tylko z zachodnimi potęgami, jak w czasie I i  II wojny opiumowej, ale także z krajami sąsiadującymi, jak z Japonią, o zwierzchność nad wyspami Riukiu. Wielkim adwokatem budowy floty był Li Hongzhang, ówcześnie gubernator generalny stołecznej prowincji Zhili. W 1874 otrzymał obietnicę przeznaczenia na zakup okrętów dwóch milionów liangów. Była to dość niewielka suma, jak na taki cel, ale kraj był wyniszczony przez tajpingów i Nian, a na zachodzie Zuo Zongtang wciąż prowadził kosztowną kampanię, mającą na celu odbicie tych terenów z rąk muzułmańskich powstańców.
Rozwój floty hamowały jeszcze dwa czynniki: fundusze były zarządzane przez skarbiec cesarski i dwór zdecydował o wydaniu części z nich na budowę cesarskiego Pałacu Letniego; a Li Hongzhang nie mógł się zdecydować, czy okręty budować na miejscu czy kupować za granicą i w którym kraju. W efekcie Flota Beiyang (podobnie jak pozostałe: Flota Nanyang, Szanghajska i Kantońska) były niejednorodne, a okręty kupowano chaotycznie, w miarę dostępności funduszy. Brakowało też kompleksowego planu szkolenia załóg i oficerów oraz modernizacji okrętów.

## Wojna chińsko-francuska

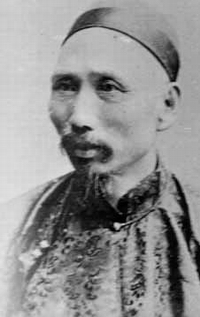
Admirał Ding Ruchang (1836–95), dowódca Floty Beiyang, pierwotnie kawalerzysta

Na początku lat 80. XIX wieku floty chińskie posiadały ok. 50 okrętów parowych, w tym kilka bardzo nowoczesnych jak należące do Floty Beiyang krążowniki typu Chaoyong. Niestety, w przededniu wojny chińsko-francuskiej większość kapitanów nie została właściwie przeszkolona i gdy zachodni doradcy opuścili chińskie okręty, te stały się łatwym łupem dla nowocześniejszej floty francuskiej. Przykładem może być późniejszy dowódca floty Beiyang, Ding Ruchang, którego brak doświadczenia był jednym z przyczyn klęski pod Shipu. Francuzi walczyli też wyłącznie z flotyllami południowymi. Li Hongzhang zapobiegliwie trzymał „swoje” okręty daleko od terenu działań, a brak centralnego dowództwa mu to umożliwiał (wyjątkiem były dwa okręty zatopione pod Shipu).
Po zniszczeniu floty Nanyang pod Fuzhou, Flota Beiyang stała się najsilniejszą eskadrą chińską, zwłaszcza po wzmocnieniu jej zbudowanymi w Szczecinie przez stocznię Vulcan pancernikami typu Dingyuan i krążownikami typu Jingyuan. Okręty te nie odegrały żadnej roli w wojnie, bo Niemcy zwlekali z ich przekazaniem stronie chińskiej aż do zakończenia konfliktu.

## Wojna chińsko-japońska

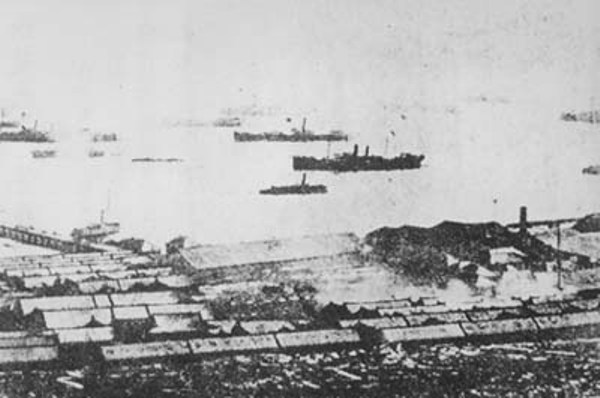
Flota Beiyang na kotwicowisku w Weihaiwei

Po  wojnie chińsko-francuskiej, Flota Beiyang była sukcesywnie uzupełniana. Oprócz wspomnianych pancerników i krążowników, doszły jeszcze zbudowane w Wielkiej Brytanii tzw. elswickie krążowniki typu Zhiyuan i niemiecki „Jiyuan” oraz znaczna liczba nieopancerzonych kanonierek, torpedowców, okrętów szkolnych itp. W roku 1888 flota liczyła 25 okrętów różnych klas.
Na potrzeby floty umocniono kotwicowisko w Dagu, gdzie zbudowano też port, stocznię i dok. Stworzono też dwie silnie umocnione bazy: w 1889 w Weihaiwei i Port Artur. W tym ostatnim zbudowano w 1890 specjalny, wielki suchy dok umożliwiający naprawy i czyszczenie obydwu pancerników.
Słabością floty była wciąż niska dyscyplina, i mimo założenia szkół morskich, niski poziom wyszkolenia załóg oraz nadmierne poleganie na zagranicznych doradcach. Zaniechano też zakupów w latach 90. XIX wieku i okręty starzały się technologicznie, cierpiąc też z braku dbałości załogi. Heihachirō Tōgō zauważył podczas kurtuazyjnej wizyty floty Beiyang w Japonii, w Yokohamie w 1891, że okręty, choć potężne, były brudne i zaniedbane, co zapewne miało swoje odbicie w ogólnym, niskim morale Chińczyków.
Mimo to, flota Beiyang, jedna z czterech chińskich eskadr, był silniejsza, przynajmniej na papierze, od całej floty japońskiej. Ta ostatnia górowała jednak nowoczesnością okrętów i poziomem wyszkolenia. Chińczyków trapiła też niebotyczne korupcja i nepotyzm, przez co w kluczowych starciach strzelali pociskami wypełnionymi piaskiem (były „tańsze”), a korpus oficerski pełen był wzajemnie sobie niechętnych klik.

### Skład floty w przededniu wojny z Japonią
(a) Pancerniki
| Nazwa (pinyin) | Nazwa (Wade-Giles) | Ideogramy | Typ               | Zbudowany              | Dane techniczne                                      |
| -------------- | ------------------ | --------- | ----------------- | ---------------------- | ---------------------------------------------------- |
| Dingyuan       | Ting-yüan          | 定遠      | pancernik wieżowy | 1882, Vulcan, Szczecin | 7430 ton, 14,5 węzła, 4×305 mm Krupp, 2×150 mm Krupp |
| Zhenyuan       | Chen-yüan          | 鎮遠      | pancernik wieżowy | 1882, Vulcan, Szczecin | 7430 ton, 14,5 węzła, 4×305 mm Krupp, 2×150 mm Krupp |

(b) Krążowniki
| Nazwa (pinyin) | Nazwa (Wade-Giles) | Ideogramy | Type                        | Zbudowany                | Dane techniczne                                                                       |
| -------------- | ------------------ | --------- | --------------------------- | ------------------------ | ------------------------------------------------------------------------------------- |
| Chaoyong       | Ch’ao-yung         | 超勇      | krążownik nieopancerzony    | 1881, Laird, Birkenhead  | 1350 ton, 15 węzłów, 2×254 mm Armstrong, 4×120 mm, 2×25mm (kartaczownice), 3 wt       |
| Yangwei        | Yang-wei           | 揚威      | krążownik nieopancerzony    | 1881, Laird, Birkenhead  | 1350 ton, 15 węzłów, 2×254 mm Armstrong, 4×120 mm, 2×25mm (kartaczownice), 3 wt       |
| Jiyuan         | Chi-yüan           | 濟遠      | krążownik pancernopokładowy | 1884, Vulcan, Szczecin   | 2440 ton, 15 węzłów, 2×203 mm, 1×150 mm, 5×76 mm, 4 wt 380 mm                         |
| Jingyuan       | Ching-yüan         | 經遠      | krążownik pancerny          | 1887, Vulcan, Szczecin   | 2900 ton, 15 węzłów, 2×210 mm, 2×150 mm, 2×47 mm, 5×37mm, 6 kartaczownic, 4 wt 456 mm |
| Laiyuan        | Lai-yüan           | 來遠      | krążownik pancerny          | 1887, Vulcan, Szczecin   | jw.                                                                                   |
| Zhiyuan        | Chih-yüan          | 致遠      | krążownik pancernopokładowy | 1887, Armstrong, Elswick | 2300 ton, 18 węzłów, 3×210 mm, 2×152 mm, 8×57mm, 2×47mm, 6 gatlingów, 4 wt 380 mm     |
| Jingyuan       | Ching-yüan         | 靖遠      | krążownik pancernopokładowy | 1887, Armstrong, Elswick | jw.                                                                                   |
| Pingyuan       | P’ing-yüan         | 平遠      | pancernik obrony wybrzeża   | 1889, Fuzhou             | 2150 ton, 10,5 węzła, 1×260 mm, 2×150 mm, 8×75 mm, 4 wt 456 mm                        |

(c) Kanonierki
| Nazwa (pinyin) | Nazwa (Wade-Giles) | Ideogramy | Type                       | Zbudowany               | Dane techniczne                            |
| -------------- | ------------------ | --------- | -------------------------- | ----------------------- | ------------------------------------------ |
| Zhenbei        | Chen-pei           | 鎮北      | stalowa kanonierka Rendela | 1879, Laird, Birkenhead | 440 ton, 10 węzłów, 1×280 mm, 2×12-funtów  |
| Zhenbian       | Chen-pien          | 鎮邊      | stalowa kanonierka Rendela | 1881, Laird, Birkenhead | 440 ton, 10 węzłów, 1 ×280 mm, 2×12-funtów |
| Zhendong       | Chen-tung          | 鎮東      | stalowa kanonierka Rendela | 1879, Laird, Birkenhead | 440 ton, 10 węzłów, 1×280mm, 2×12-funtów   |
| Zhennan        | Chen-nan           | 鎮南      | stalowa kanonierka Rendela | 1879, Laird, Birkenhead | 440 ton, 10 węzłów, 1 ×280 mm, 2×12-funtów |
| Zhenxi         | Chen-hsi           | 鎮西      | stalowa kanonierka Rendela | 1879, Laird, Birkenhead | 440 ton, 10 węzłów, 1 ×280 mm, 2×12-funtów |
| Zhenzhong      | Chen-chung         | 鎮中      | stalowa kanonierka Rendela | 1881, Laird, Birkenhead | 440 ton, 10 węzłów, 1 ×280 mm, 2×12-funtów |

(d) Torpedowce
| Nazwa (ang.)   | Nazwa (pinyin) | Nazwa (Wade-Giles) | Ideogramy | Type        | Zbudowany              | Dane techniczne                   |
| -------------- | -------------- | ------------------ | --------- | ----------- | ---------------------- | --------------------------------- |
| Dingyuan No. 1 | Dingyuan yihao | Ting-yüan i-hao    | 定遠一號  | torpedowiec | 1883, Vulcan, Szczecin | 15,7 tony, 2 wt 356 mm na dziobie |
| Dingyuan No. 2 | Dingyuan erhao | Ting-yüan erh-hao  | 定遠二號  | torpedowiec | 1883, Vulcan, Szczecin | 15,7 tony, 2 wt 356 mm na dziobie |
| Zhenyuan No. 1 | Zhenyuan yihao | Chen-yüan i-hao    | 鎮遠一號  | torpedowiec | 1883, Vulcan, Szczecin | 15,7 tony, 2 wt 356 mm na dziobie |
| Zhenyuan No. 2 | Zhenyuan erhao | Chen-yüan erh-hao  | 鎮遠二號  | torpedowiec | 1883, Vulcan, Szczecin | 15,7 tony, 2 wt 356 mm na dziobie |

Torpedowce
- Lewa Eskadra 1 „左隊一號”
- Lewa Eskadra 2 „左隊二號”
- Lewa Eskadra 3 „左隊三號”
- Prawa Eskadra 1 „右隊一號”
- Prawa Eskadra 2 „右隊二號”
- Prawa Eskadra 3 „右隊三號”
- Fulong „福龍”
- „捷順”

Okręty szkolne
- Kangji „康濟”
- Weiyuan „威遠”

Okręty pomocnicze
| Nazwa (pinyin) | Nazwa (Wade-Giles) | Ideogramy | Type                                         | Zbudowany                | Dane techniczne                         |
| -------------- | ------------------ | --------- | -------------------------------------------- | ------------------------ | --------------------------------------- |
| Guangjia       | Kuang-chia         | 廣甲      | korweta parowo-żaglowa konstrukcji mieszanej | 1887, arsenał w Fuzhou   | 1296 ton, 14 węzłów, 1×150 mm, 4x120 mm |
| Caojiang       | Ts’ao-chiang       | 操江      | drewniana kanonierka parowo-żaglowa          | 1869, Jiangnan, Szanghaj | 640 ton, 9 węzłów, 4×160 mm             |
| Zhenhai        | Chen-hai           | 鎮海      |                                              |                          |                                         |

Transportowce
- Liyun „利運”

### Działania w czasie wojny

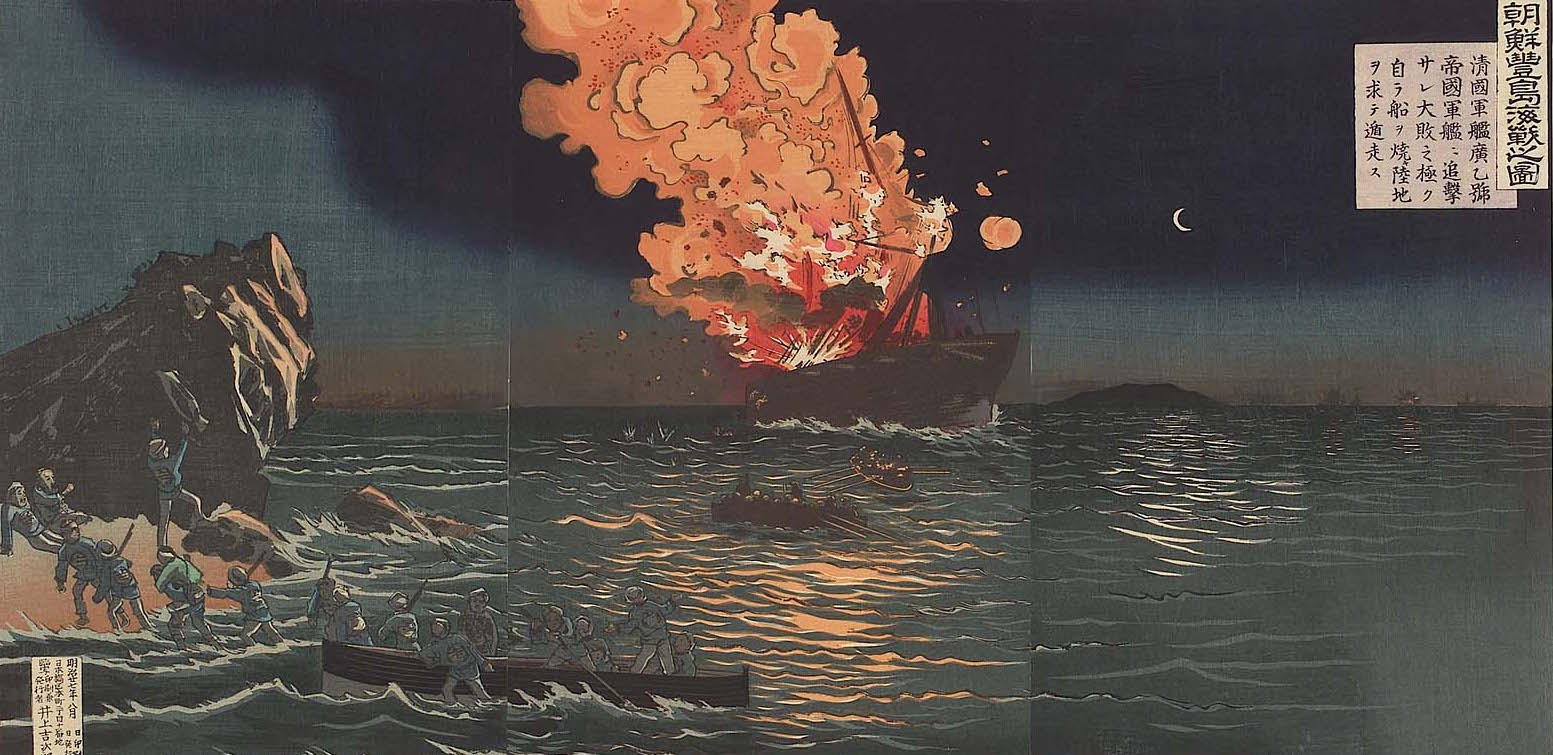
Płonący „Gaoxing” po bitwie pod Pungdo

Wraz z narastaniem napięcia w Korei, obie strony zaczęły przerzucać wojska na Półwysep Koreański, eskortując transportowce wydzielonymi eskadrami. Jeszcze przed formalnym wypowiedzeniem wojny, dwie takie eskadry starły się pod Pungdo. Działający zdecydowanie Japończycy zatopili tam chińską kanonierkę i brytyjski transportowiec, uszkadzając krążownik i biorąc drugą kanonierkę do niewoli. Po kilku nieudanych patrolach, floty spotkały się ponownie u ujścia rzeki Jalu, gdzie przewaga wyszkolenia i ognia szybkostrzelnych dział pozwoliła Japończykom zatopić 5 chińskich krążowników, przy niewielkich stratach własnych. Okręty chińskie były wolno naprawiane w Port Arturze, ale wobec postępów armii japońskiej musiały przenieść się do Weihaiwei. Pierwsza baza została łatwo zdobyta, druga, w styczniu 1895, oblężona i po dwóch tygodniach zdobyta. Wszystkie dotąd niezatopione okręty zostały przejęte przez Japończyków, adm. Ding popełnił samobójstwo, a flota Beiyang przestała istnieć.

Adm. Itō odbierający kapitulację Weihaiwei

## Po wojnie
Flotę powoli odbudowywano, transferując okręty z innych flot i nabywając nowe. W 1897 Flota składała się ze szkolnego krążownika i czterech torpedowców. W tym samym roku zwodowano w Niemczech krążowniki: „Hai Yong” (1897), „Hai Zhen” i „Hai Zhou”, a następnie cztery torpedowce. Dołączyły do nich później zbudowane w Wielkiej Brytanii większe „Hai Zhi” i „Hai Tian”. W 1898 flota liczyła łącznie 11 okrętów, ale utrata baz w Weihaiwei i Port Arturze utrudniała utrzymanie okrętów w gotowości i własne prace. W czasie powstania bokserów większość floty odpłynęła na południe, a cztery nowoczesne torpedowce, które pozostały w Dagu, zostały zdobyte i podzielone między floty interwentów.
Rewolucja Xinhai spowodowała odwołanie zamówienia na krążownik Fei Hong; większość floty chińskiej przeszła szybko na stronę rewolucjonistów. Powołano jednolite dowództwo Floty Republiki Chińskiej, więc formalnie Flota Beiyang przestała istnieć. W rzeczywistości jej jednostki były w czasie wojny domowej (1917–28) były wykorzystywane przez rządy północnych klik, które miały nad nimi kontrolę, ale zaniedbane okręty nie przedstawiały większej wartości bojowej i działania floty rzadko miały realny wpływ na szybko zmieniającą się sytuację polityczną w tym okresie. Ostatecznie większość z nich została zniszczona przez Japończyków w 1937 roku, na początku II wojny chińsko-japońskiej.

## Okręty Floty Beiyang

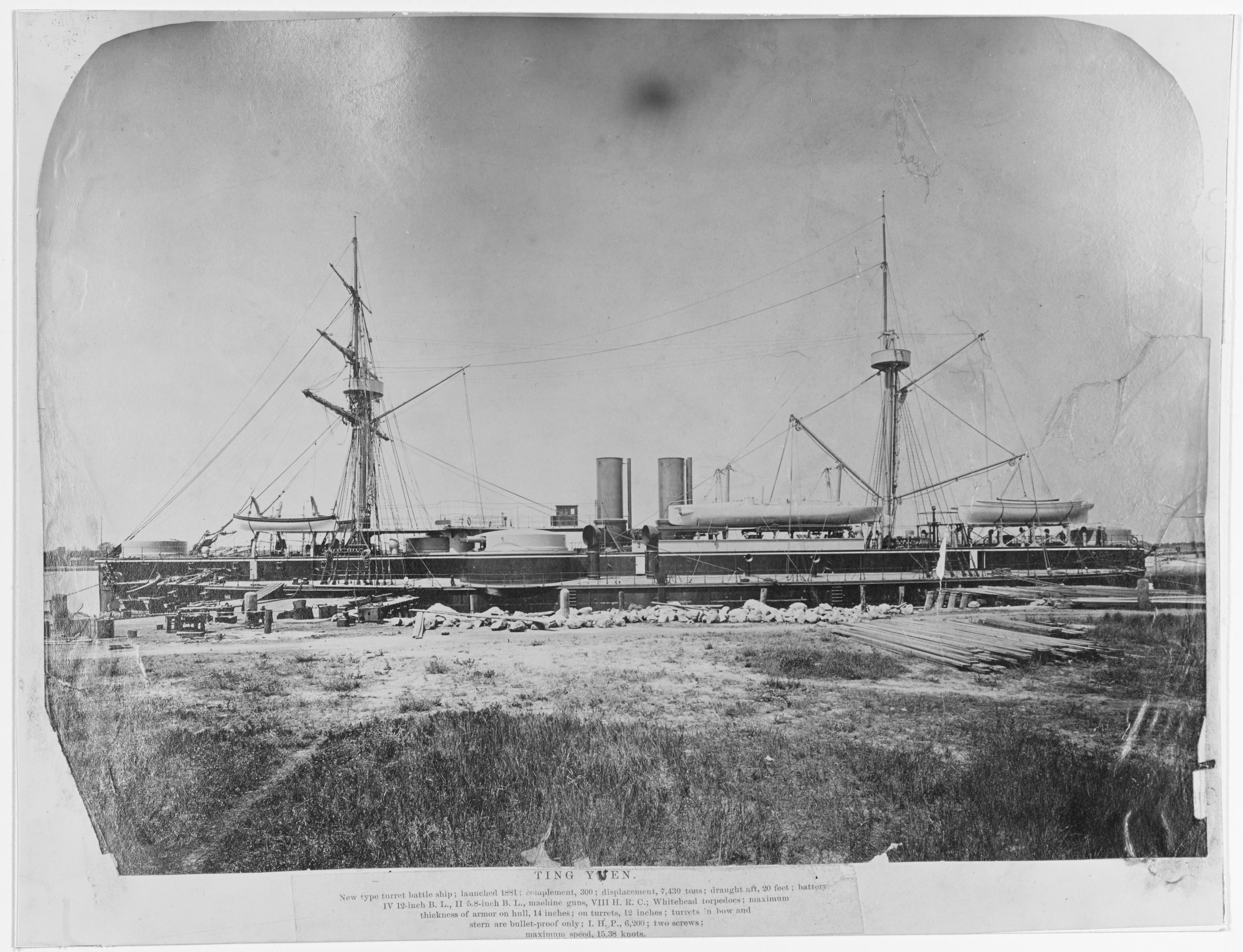
Dingyuan (定遠)
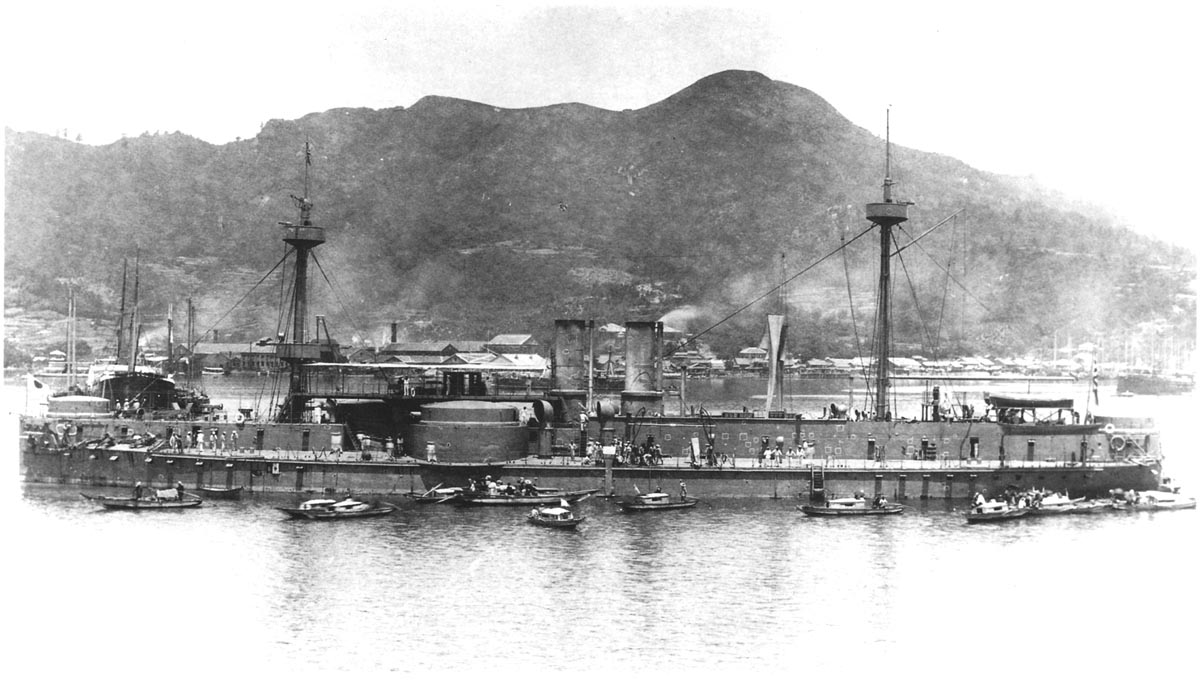
Zhenyuan (鎮遠)
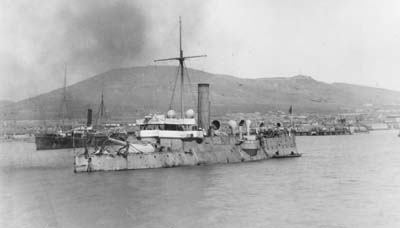
Pingyuan (平遠)
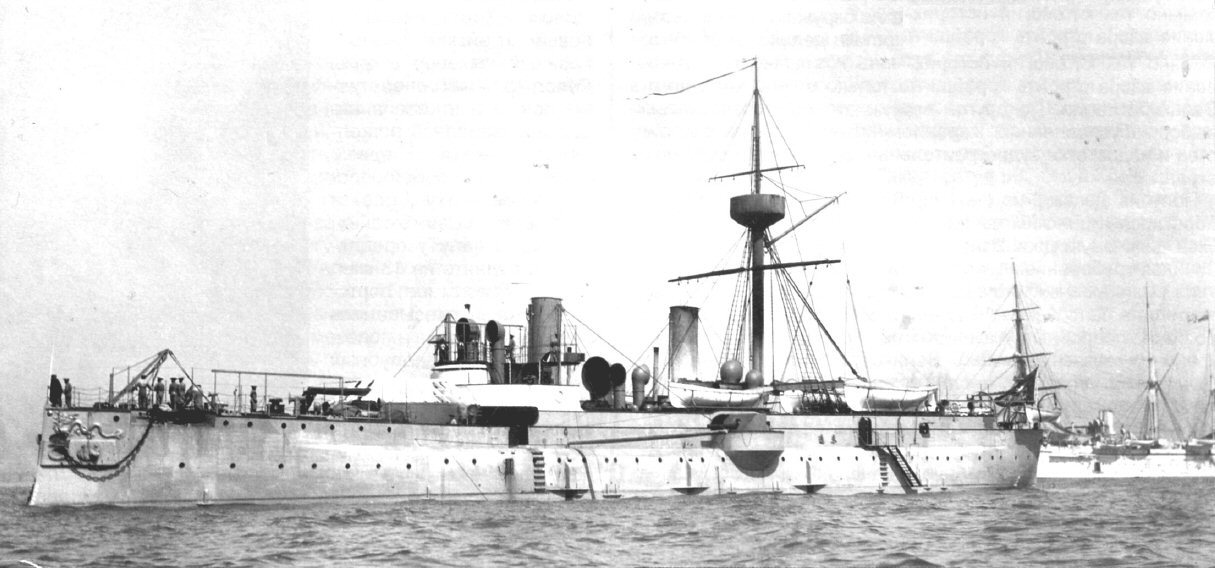
Jingyuan (經遠)
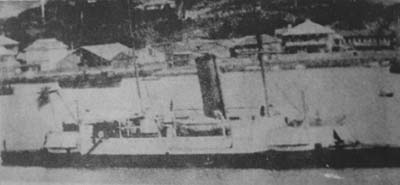
Chaoyong (超勇)
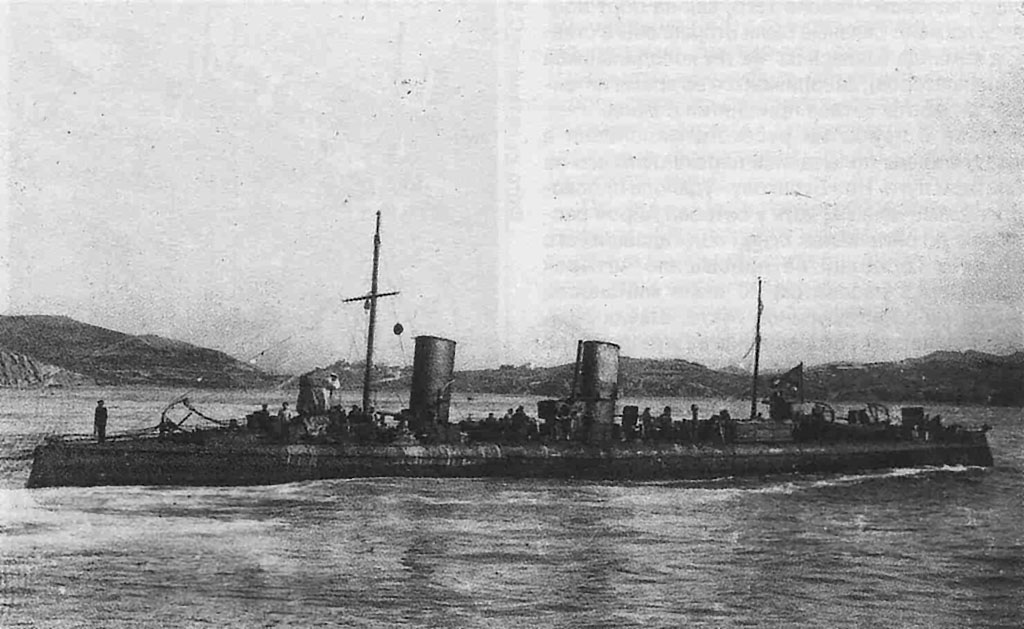
Torpedowiec Hai Hua